# Собор Пресвятой Девы Марии (Токио)
Собор Пресвятой Девы Марии (яп. 東京カテドラル聖マリア大聖堂 то:кё: катэдорару сэй мариа дайсэйдо:) — католическая церковь, находящаяся в Токио, Япония. Церковь Пресвятой Девы Марии является кафедральным собором архиепархии Токио.

## История
До 1920 года кафедральным собором токийской архиепархии была церковь святого Иосифа.
Первоначально на месте, где сейчас находится современный собор Пресвятой Девы Марии, находилась деревянная готическая церковь Пресвятой Девы Марии Непорочного Зачатия, построенная в 1899 году. Во время Второй Мировой войны этот храм сгорел во время бомбардировки города.
Современный храм был построен в 1964 году. Церковь была спроектирована известным японским архитектором Кэндзо Тангэ, который в 1961 году выиграл конкурс по проектированию нового собора. В строительстве собора принял участие немецкий архитектор Вильгельм Шломбс.

## Архитектура
Храм построен в форме креста. Фасад состоит из восьми гиперболически изогнутых стен. Колокольня находится в 40 метрах от церкви и её высота составляет 60 метров.

## Галерея
|  |  |  |

## Источник
- Udo Kultermann. Kenzo Tange : Works and Projects. — Barcelona: Gustavo Gili, 1989. — P. 175. — 240 p. — ISBN 84-252-1400-9.
- Hiroshi Watanabe. The architecture of Tōkyō : an architectural history in 571 individual presentations. — Stuttgart: Edition Axel Menges[англ.], 2001. — P. 130. — 263 p. — ISBN 3-930698-93-5.